# Arbeitsgericht Landau an der Isar
Das Arbeitsgericht Landau an der Isar war ein bayerisches Arbeitsgericht mit Sitz in Landau an der Isar.

## Geschichte
Gemäß Arbeitsgerichtsgesetz vom 23. Dezember 1926 wurden in Deutschland Arbeitsgerichte gebildet. Diese waren nur in der ersten Instanz organisatorisch selbstständige Gerichte, die Landesarbeitsgerichte waren den Landgerichten zugeordnet. Am Landgericht Straubing entstand so 1927 das Landesarbeitsgericht Straubing als eines von 23 Landesarbeitsgerichten in Bayern. In Landau an der Isar entstand das Arbeitsgericht Landau an der Isar als eines von fünf Arbeitsgerichten des Landesarbeitsgerichts. Sein Sprengel umfasste den Gerichtsbezirk des Amtsgerichts Landau an der Isar. Es bestand eine allgemeine Kammer für Arbeiter und Angestellte und eine Kammer für das Handwerk.
Bereits 1929 wurde die Zahl der Arbeitsgerichte deutlich reduziert. Das Landesarbeitsgericht Straubing wurde aufgehoben, seine Aufgaben übernahm das Landesarbeitsgericht München. Der Sprengel des Arbeitsgerichts Landau an der Isar wurde um das Gebiet des Amtsgerichts Arnstorf erweitert, das das Arbeitsgericht Arnstorf aufgehoben wurde.
Nach der Besetzung Deutschlands durch die Alliierten wurden 1945 zunächst alle Gerichte geschlossen. Die ordentlichen Gerichte wurden schon bald wieder eröffnet, während die Arbeitsgerichte zunächst nicht wieder eingerichtet wurden, so dass arbeitsgerichtliche Streitigkeiten von den ordentlichen Gerichten erledigt werden mussten. Gemäß Kontrollratsgesetz 21 vom 30. März 1946 sollten in Deutschland Arbeitsgerichte aufgebaut werden. Mit dem bayerischen Vollzugsgesetz vom 6. Dezember 1946 richtete das Staatsministerium für Arbeit und Sozialordnung am 30. Januar 1947 die Arbeitsgerichte wieder ein. Das Arbeitsgericht Landau an der Isar entstand dabei nicht neu.